# Исследовательский центр Эймса
Исследовательский центр Эймса (Ames Research Center, ARC) — отделение правительственного агентства НАСА, расположенное на территории аэропорта Моффет-Филда, недалеко от Маунтин-Вью (Калифорния). Основано 20 декабря 1939 года как вторая лаборатория National Advisory Committee for Aeronautics (NACA), реорганизованного в НАСА в 1958 году. Центр назван в честь профессора физики Джозефа Эймса, сооснователя и председателя (1919—1939) комитета NASA.
Центр Эймса является одним из основных центров НАСА, и расположен в Кремниевой долине, вблизи от множества высокотехнологичных компаний, корпоративных инвестфондов, университетов и множества лабораторий которые заслужили для этой местности репутацию места где развиваются новые технологии. Значение центра, если учесть его 2300 исследователей и 860 млн ежегодный бюджет, также достаточно велико.
Изначально в центре планировалось проводить эксперименты в аэродинамической трубе и изучать аэродинамику пропеллерных самолетов, однако, область деятельности расширилась: здесь занимаются исследованиями и технологиями для аэронавтики, космических полетов и информационными технологиями. Центр участвовал во многих миссиях НАСА, он лидирует в астробиологии, малых космических аппаратах, роботизированных исследованиях Луны, технологиях для проекта «Созвездие» (Constellation Program); в поисках пригодных для жизни планет; суперкомпьютерах; умных и адаптивных системах; термозащите; и воздушной астрономии.
Ames является центром нескольких ключевых научных миссий НАСА (Миссии Кеплера, LCROSS, SOFIA, LADEE). Значительный вклад внесен в проект Exploration (КА Orion и РН Ares I).

## Информационные технологии

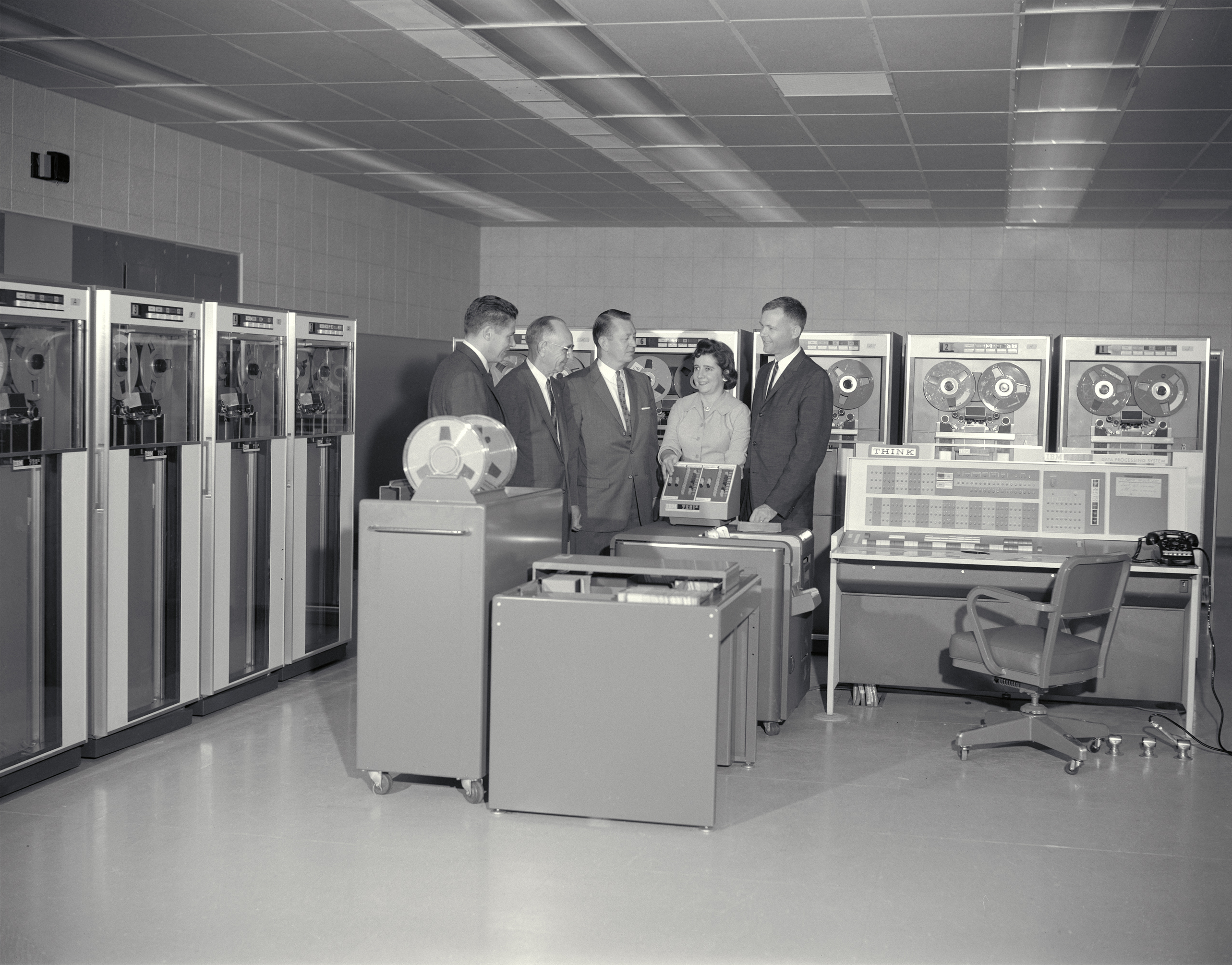
IBM 7090 Мейнфрейм в центре Эймса, 1961 год

Центр Эймса является крупным научно-техническим подразделением НАСА, работающим над передовыми суперкомпьютерами, моделированием человеческого поведения и искусственным интеллектом. Эти научно-исследовательские программы являются основой для многих исследовательских программ НАСА, они также обеспечивают научную деятельность НАСА на Международной космической станции и в области Аэронавтики. В центре расположен корневой сервер E иерархии DNS.
В центре Эймса расположен один из самых быстрых суперкомпьютеров в мире Pleiades.

### Подразделение исследований в области искусственного интеллекта
Подразделение исследований в области искусственного интеллекта является большей частью НИОКР НАСА, разрабатывающее передовое программное обеспечение и системы для миссий НАСА. Занимается разработкой и тестированием программного обеспечения для аэронавтики, космических научных миссий, Международной космической станцией, программы Deep Space 1, программного обеспечения для ежедневного планирования деятельности марсоходов, которое используется на марсоходе Феникс и системы планирования работы солнечных батарей на МКС. А так же занимается разработкой интегрированной системы слежения за здоровьем членов экипажа МКС, работающая совместно с системой контроля момента гироскопа, систему взаимодействия с семантическими инструментами исследования и разработкой надежного кода для всех видов разработок.

### Подразделение моделирования человеческого поведения
Подразделение моделирования человеческого поведения занимается исследованием и моделированием человеческого поведения через анализ, экспериментирование и моделирование деятельности человека и человеческой автоматизации взаимодействия, чтобы значительно повысить уровень безопасности полетов, эффективность и успех миссии. В течение десятилетий подразделение было главным в антропоцентрических аэрокосмических исследованиях НАСА.
Согласно исследованиям подразделения, люди являются наиболее важным элементом в системе безопасности, надежности и производительности. Их креативность, способность к адаптации и решению проблем являются ключевыми для систем отказоустойчивости аэрокосмических программ. Прогресс в вычислительной мощности и коммуникаций, повышением уровня автоматизации и доступа к распределенным информационным ресурсам для сотрудничества, мониторинг и контроль, способствуют новые вызовы для человека, как важных лиц, принимающих решения в сложных системах. В космосе, во время длительных полетов и  работы многоразовых ракеты-носители увеличивается потребность в безопасной и эффективной работоспособности человека в неблагоприятных условиях окружающей нашу планету. Человеко-ориентированное проектирование должно учитывать необходимость безопасный, эффективный и экономически эффективных операций, технического обслуживания и подготовки, в полете и на земле.

## Известные сотрудники
- Милтон Ван Дайк
- Поннамперума, Сирил